# Pavel Bittner
Pavel Bittner, né le 29 octobre 2002 à Olomouc, est un coureur cycliste tchèque, spécialiste du sprint. Il a notamment remporté une étape du Tour d'Espagne.

## Biographie
En 2019, lors de sa première année en tant que junior (moins de 19 ans), Pavel Bittner attire l'attention lors de la Coupe des Nations juniors avec deux victoires d'étape au Saarland Trofeo. Aux championnats nationaux juniors, il est titré sur la course en ligne et se classe deuxième du contre-la-montre. Il répète ses deux résultats lors de la saison 2020. Il devient également vice-champion d'Europe sur route juniors derrière Kasper Andersen, manquant la victoire de quelques millimètres seulement dans le sprint final.
Avec son passage chez les moins de 23 ans, Bittner rejoint de l'équipe de développement de DSM pour la saison 2021. En juin, il s'impose au sprint à domicile sur une étape de la Course de la Paix-Grand Prix Jeseníky,. Après avoir déjà effectué plusieurs apparitions pour l'équipe World Tour DSM en début de saison 2022, il rejoint officiellement l'équipe World Tour le 1er août 2022. En juin 2023, il est sacré champion de République tchèque du contre-la-montre espoirs.
En août 2024, il remporte deux étapes et le classement par points du Tour du Burgos. Il décroche dans la foulée son premier succès sur un grand tour avec une victoire sur la 5e étape du Tour d'Espagne, lors d'un sprint massif.

## Palmarès sur route

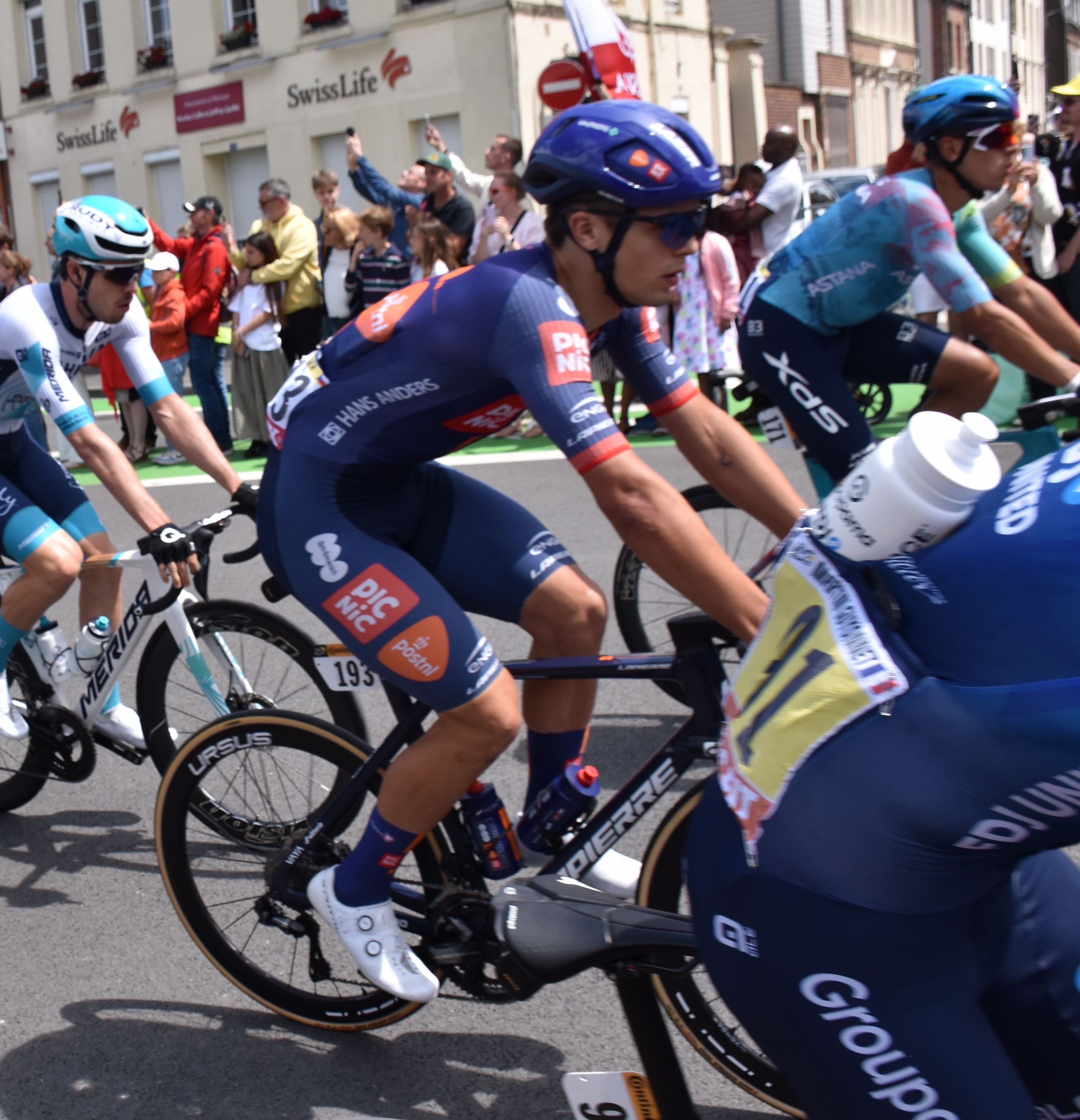
Pavel Bittner N°193 - Tour de France 2025.

### Par années
- 2019
  -  Champion de République tchèque sur route juniors
  - 3ea et 4e étapes du Saarland Trofeo
  - 2e du championnat de République tchèque du contre-la-montre juniors
- 2020
  -  Champion de République tchèque sur route juniors
  - 2e du championnat de République tchèque du contre-la-montre juniors
  -  Médaillé d'argent du championnat d'Europe sur route juniors
- 2021
  - 1re étape de la Course de la Paix-Grand Prix Jeseníky
  - 3e de l'Orlen Nations Grand Prix
- 2022
  - 4e du championnat d'Europe sur route espoirs
  - 6e du championnat du monde sur route espoirs
- 2023
  -  Champion de République tchèque du contre-la-montre espoirs
- 2024
  - 1re et 5e étapes du Tour du Burgos
  - 5e étape du Tour d'Espagne
  - 2e du Grand Prix Criquielion
  - 7e du championnat d'Europe sur route

### Résultats sur les grands tours

#### Tour de France
1 participation
- 2025 : 133e

#### Tour d'Espagne
1 participation
- 2024 : 115e, vainqueur de la 5e étape

### Classements mondiaux
| Année                                 | 2021 | 2022 | 2023 | 2024 |
| ------------------------------------- | ---- | ---- | ---- | ---- |
| Classement mondial                    | 596e | 372e | 514e | 130e |
| UCI Europe Tour                       | 480e | 299e | nc   | 104e |
|                                       |      |      |      |      |
| Légende : nc = non classéSource : UCI |      |      |      |      |

## Palmarès en cyclo-cross
- 2018-2019
  - 3e du championnat de République tchèque de cyclo-cross juniors

## Distinctions
- Cycliste tchèque de l'année : 2024[6]